# Logar (priimek)
Logar je 62. najbolj pogost priimek v Sloveniji, ki ga je po podatkih Statističnega urada Republike Slovenije na dan 31. decembra 2007 uporabljalo 1.631 oseb, na dan 1. januarja 2010 pa 1.629 oseb.

## Znani nosilci priimka
- Alenka Logar Pleško (* 1946), bibliotekarka, bibliografka
- Andrej Logar (* 1951), diplomat, politik
- Anika Logar (rojena Kordaš) (1946–2013), arhitektka, oblikovalka pohištva
- Anton Logar (1902–1983), zdravnik stomatolog
- Anton Logar (1888–1977), politik, prevajalec
- Anže Logar (* 1976), politik, ekonomist
- Bea Baboš Logar (* 1945), pisateljica, prevajalka
- Bernarda Logar Zakrajšek, klinična psihologinja
- Bojan Logar (1948–1999), strojnik
- Bojan Logar (* 1973), klarinetist in pedagog
- Boštjan Logar (* 1977), reli voznik
- Bož(en)a Sernec Logar (1914–1997), zdravnica pediatnrinja, neonatologinja
- Cene Logar (1913–1995), filozof, prof., politični zapornik
- David Logar, glasbenik in igralec
- Dušan Logar (* 1951), zdravnik revmatolog
- Engelbert »Bertej« Logar (* 1959), etnomuzikolog
- Erik Logar (* 1990), geograf
- Eva Logar (* 1991), smučarska skakalka
- Gorazd Logar (* 1968), igralec
- Ivan Logar (1834–1895), politik in posestnik
- Ivan Logar (1905–1983), zdravnik higienik in zgodovinar zdravstva
- Janez Logar (1908–1987), literarni zgodovinar, bibliograf, urednik, akademik
- Janez Logar (* 1938), arhitekt, slikar, grafik, industrijski oblikovalec
- Janez Logar, gozdarski inženir in krajinar, direktor Zavoda za gozdove
- Janko Logar (* 1962), gradbenik
- Jernej Logar (1946–2015), mikrobiolog
- Jože Logar - Slovan (1921–1986), partizanski poveljnik, gospodarstvenik, politični zapornik
- Jože Logar (1933–2017), gozdar
- Jože Logar (* 1943), igralec, radijski napovedovalec
- Lara Logar (* 2003), smučarska skakalka
- Lojze Logar (1944–2014), slikar, grafik, profesor ALU
- Marjan Logar, fizik, prof.
- Mateja Logar (* 1970), zdravnica infektologinja
- Mica Logar (1904–1989), gostilničarka in hotelirka v Logarski dolini
- Miha Logar, raziskovalec in turistično-razvojni delavec v Afriki (Ruanda, Burundi, Uganda)
- Matija Logar (* 1949), pisatelj, gledališki režiser in dramaturg, aforist
- Mihaela Logar (* 1953), biologinja in političarka
- Mihovil Logar (1902–1998), slovensko-srbski skladatelj, pedagog in publicist
- Miroslav Logar (1897–1990), glasbenik in učitelj
- Nataša Logar, ekonomistka
- Nataša Logar Berginc (* 1976), korpusna jezikoslovka, slovenistka, prof. FDV
- Nataša Zabukovec Logar, anorganska kemičarka
- Primož Logar, zdravnik oftalmolog
- Romana Logar (* 1952), ekonomistka, revizorka, državna funkcionarka
- Samo Logar, poslovnež in podžupan Ljubljane
- Srečko Logar (1909–1988), učitelj, član TIGR, idrijski muzealec
- Štefanija (Štefka) Logar (* 1938), redovnica (Družina Kristusa odrešenika); kemičarka
- Tadej Logar (* 1994), kolesar
- Tatjana Logar, slikarka
- Tea Logar (* 1974), filozofinja, bio-nevroetičarka
- Teja Logar Morano (*1963), pesnica, profesorica, likovna umetnica/ustvarjalka
- Tevž Logar (* 1979), galerist (sodobna umetnost)
- Tine Logar – več znanih ljudi
- Tone Logar (1913–1994), esperantist, prevajalec
- Vito Logar, elektrotehnik, predsednik SLOSIM
- Vladimir Logar (1920–2008), gospodarstvenik, politik